# Pharadon Phatthaphon
Pharadon Phatthaphon (thailändisch ภราดร พัฒนะพล, * 23. September 2001 in Surin) ist ein thailändischer Fußballspieler.

## Karriere

### Verein
Der Innenverteidiger erlernte das Fußballspielen in der Jugendmannschaft von Chiangrai United. Hier unterschrieb er 2019 auch seinen ersten Profivertrag. Der Verein aus Chiangrai spielte in der höchsten Liga des Landes, der Thai League. Von März 2019 bis Ende 2020 wurde er an den Chiangrai City FC ausgeliehen. Der Verein, der ebenfalls in Chiangrai beheimatet ist, spielte in der dritten Liga, der Thai League 3. Hier trat der Verein in der Upper Region an. Ab September 2020 spielte der Verein in der Northern Region. Ende 2020 kehrte er nach der Ausleihe zu United zurück. Sein Erstligadebüt für Chiangrai gab er am 6. Februar 2021 im Auswärtsspiel gegen den Trat FC. Hier wurde er in der 90. Minute für Suriya Singmui eingewechselt. Am 31. Dezember 2020 kehrte er nach der Ausleihe zum Erstligisten zurück und debütierte anschließend in der Thai League sowie der AFC Champions League. Im Sommer 2022 folgte dann eine weitere Ausleihe an den Zweitligisten Trat FC. Am Ende der Saison 2022/23 feierte er mit dem Verein aus Trat die Vizemeisterschaft und den Aufstieg in die erste Liga. Nach der Ausleihe wurde er im Sommer 2023 fest von Trat unter Vertrag genommen. Am Ende der Saison 2023/24 belegte er mit Trat den letzten Tabellenplatz und musste somit in die zweite Liga absteigen. Nach dem Abstieg verließ er den Verein und schloss sich im Sommer 2024 dem Erstligisten Sukhothai FC an.

### Nationalmannschaft
Pharadon Phatthaphon spielte 2019 dreimal für die thailändische U-18-Nationalmannschaft sowie einmal in dessen U-19-Auswahl.

## Erfolge
Chiangrai United
- Thailändischer Pokalsieger: 2021

Trat FC
- Thailändischer Zweitligavizemeister: 2022/23  ▲